# Tamásy Kol. József
Tamásy Kol. József (Tamássy József) (Homonna, 1780. november 3. – Eger, 1858. május 13.) bölcseleti doktor, piarista áldozópap és rendfőnök.

## Élete
1799. október 3-án lépett a rendbe Trencsénben. Mint klerikus az alsóbb gimnáziumi osztályokban tanított Tatán (1800-tól 1802-ig), Sátoraljaújhelyen (1803-ban) és Magyaróvárt (1804-ben). Ekkor Vácra helyezték a filozófiai tanfolyamra és két év múlva a pesti egyetemen doktorátust tett. 1806-tól 1808-ig Nyitrán a teológia hallgatója volt. 1806. április 7-én szentelték fel. 1808-tól 1809-ig Kisszebenben a humaniorákat tanította. 1814-ig a váci líceumban a matematikát, a szegediben 1814-től 1823-ig a fizikát és ökonómiát adta elő. 1823-tól 1835-ig Sátoraljaújhelyt házfőnök és gimnáziumi igazgató volt; 1837-ig Vácon, 1849-ig Pesten rektor és rendi asszisztens. Ekkor a magyar kormány vikárius provinciálissá nevezte ki, mely állásától 1853-ban vált meg, amikor egy évig Vácon, majd Tatán élt nyugalomban. Betegségében gyógyulást keresve Egerbe utazott, ahol később elhunyt.

## Művei
- Elegia honoribus Ill. Dni Josephi Szilasy... dum munus administratoris incl. comitatus Zempliniensis solenni ritu adiret a collegio scholarum piarum Sátor-Allya-Ujhelyiensis dicata anno 1825. die 8. Maii. Cassoviae
- Carmen, quo dies inductionis scholarum piarum in i. comitatum Zempliniensem, post elapsum seculum recolitur... Sátor-Allya-Ujhelyini die 26. Julii anno 1827. Uo.
- Elegia honoribus Ill. Dni comitis Antonii Majláth de Székhely, dum munus supremi comitis inclyti comitatus Zempliniensis solenni ritu adiret a collegio scholarum piarum Sátor-Ally-Ujhelyiensi dicata die 5. Augusti anno 1830. Uo.
- Elegia honoribus Ill. ac Rev. D. Emerici Palugyay S. Reg. et Apost. Majest. Consiliarii, dum mumus Eppi Cassoviensis solenni ritu auspicaretur a Collegio Sch. P. Sátor-Allya-Ujhelyiensi dicata 24. Maji Anno 1832. Uo.